# Tipton (Iowa)
Tipton település az Amerikai Egyesült Államok Iowa államában, Cedar megyében, melynek megyeszékhelye is. Lakosainak száma 3149 fő (2020. április 1.).

## Népesség
A település népességének változása:

| 2010 | 3 221 |
| 2020 | 3 149 |